# Camarines Sur

Camarines Sur

Camarines Sur – prowincja na Filipinach, położona w południowej części wyspy Luzon w regionie Bicol.
Od północy graniczy z prowincjami Quezon i Camarines Norte, od południa z prowincją Albay, od zachodu granicę wyznacza Morze Południowochińskie, a od wschodu Morze Filipińskie. Powierzchnia: 5380,78 km². Liczba ludności: 1 533 305 mieszkańców (2007). Gęstość zaludnienia wynosi 285 mieszk./km². Klimat podzwrotnikowy, wilgotny. Stolicą prowincji jest Pili.